# Adela Zamudio

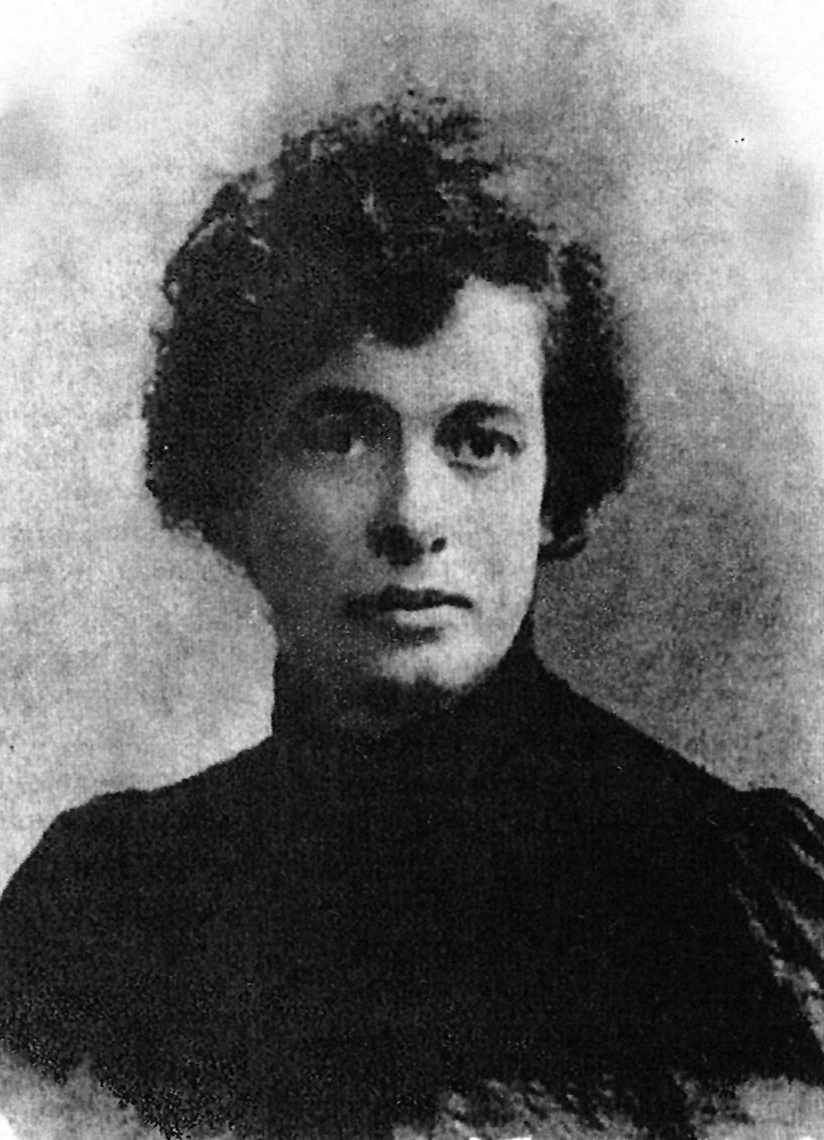
Adela Zamudio

Adela Zamudio Rivero (* 11. Oktober 1854 in Cochabamba; † 2. Juni 1928 ebenda) war eine bolivianische Lehrerin, Schriftstellerin, Dramatikerin und Malerin, die ihre Werke auch unter dem Pseudonym Soledad (Einsamkeit) veröffentlichte.
Adela Zamudio gilt als eine der wichtigsten literarischen Stimmen ihres Landes über die Jahrhunderte hinweg. Ihr Geburtstag am 11. Oktober wird in Bolivien heute als Bolivianischer Tag der Frau begangen.
Bereits im Alter von 15 Jahren veröffentlichte sie ihr erstes Gedicht Zwei Rosen und unterzeichnete es mit dem Pseudonym Soledad. Es vergingen jedoch weitere zwanzig Jahre bis zum Erscheinen ihres ersten Gedichtbandes Ensayos poéticos, der von den Kritikern mit Lob überschüttet wurde. Die lokale Autorenschule von Cochabamba war damals stark von der französischen Romantik beeinflusst, die auch die Gedichte Zamudios prägte.
Zamudio legte ihr Staatsexamen als Lehrerin im Jahr 1890 ab und war kaum fünf Jahre später bereits Direktorin des Liceo de Señoritas, das später in Liceo Adela Zamudio umbenannt wurde. Mit viel Verve focht sie ebenso gegen die Einschränkungen in der akademischen Ausbildung bolivianischer Frauen sowie für die Trennung von Kirche und Staat und die Einführung der Zivilscheidung. So war sie zeit ihres Lebens den Angriffen konservativer Bevölkerungsteile und der katholischen Kirche ausgesetzt und galt als Atheistin und Anarchistin.
In ihren späten Jahren engagierte sie sich mit großem finanziellen Einsatz für karitative Zwecke und starb im Alter von 73 Jahren an einer Bronchitis, die sie aus Geldmangel nicht angemessen ärztlich behandeln lassen konnte.

## Werke
- Ensayos poéticos („Poetische Übungen“), 1887
- Violeta o la princesa azul („Violeta oder die blaue Prinzessin“), 1890
- El castillo negro („Das schwarze Schloss“, Drama), 1906
- Intimas („Busenfreundinnen“), 1913
- Ráfagas („Windböen“), 1914
- Peregrinando („Unterwegs“), 1943
- Cuentos breves („Kurzgeschichten“), 1943